# چالی سور
چالیسور، روستایی از توابع بخش سرشیو شهرستان مریوان در استان کردستان ایران است.دارای زمین‌های حاصل خیز زیادی است و مردم آن به دلیل نداشتن امکانات مناسب اعم از راه مناسب و مدرسه و تخصیص ندادن اعتبارات مناسب به این روستا مردم آن به سمت شهر در حال مهاجرت کرده‌اند.هم اکنون اکثر اهالی این روستا در شهر به صورت بیکار و یا کارهای همچون دستفروشی و... مشغول هستند.

## جمعیت
این روستا در دهستان سرشیو قرار دارد و براساس سرشماری مرکز آمار ایران در سال ۱۳۸۵، جمعیت آن ۱۹۶ نفر (۴۳خانوار) بوده‌است.